# 荒木淳一
荒木 淳一（あらき じゅんいち、1955年 - ）は、日本の洋画家。千葉県千葉市出身。愛知大学文学部フランス文学科卒業。

## 経歴
13歳で油絵を描き始めるが、中学生の頃より自己表現の手段として文学を志し、1975年4月に愛知大学文学部フランス文学科に入学する。初めは小説家志望だったが、大学在学中に演劇に魅せられ劇作家志望に転向した。
1979年愛知大学卒業後ソルボンヌ大学文化学科に留学。パリではシネマテーク・フランセーズなどで映画三昧の日々を過ごした。小津安次郎、溝口健二、黒澤明、大島渚など日本の映画監督の作品の多くは当時日本映画プームだったパリで観た。また、フランス国内を始めスペイン、オランダ、ベルギー、西ドイツ、オーストリア、スイス、ギリシャなどを旅しそれらの国々の建築や美術、人々の生き方に多大のインスパイアーを受けた。
1981年帰国後本格的に油絵を描き始め、1986年より公募展に出品を始めた。1989年より成田禎介の描く風景画に惹かれ日展系の美術団体示現会展に出品、大内田茂士（1990年日本芸術院会員）に師事した。
1991年に示現会の会友に推挙され同人となるが、1994年大内田茂士没後の第47回示現会展後に同会を退会し無所属となった。
1992年の初個展以来、パリとポルトガル風景が主なモチーフだったが、1996年1月の浦和伊勢丹での展覧会以降イタリア風景を中心とした展覧会が開催されるようになった。
1995年ギャラリーGKでの展覧会でオイルオンペーパーの作品が初めて発表された。
1996年～1997年評論家種村季弘のプロデュースにより西武百貨店5会場で展覧会が開催された。
2001年「日本におけるイタリア年2001」に因んで｢イタリア2001年の旅」と題された展覧会がイタリア文化会館（イタリア大使館文化部）の後援により全国23会場で開催された。
2007年の弘前中三より「黒猫のいる風景」が発表された。その後2009年沖縄リウボウでの展覧会よりオイルオンペーパーで描かれた黒猫のいる風景｢黒猫百景」シリーズが始まった。
2001年のアート未来展出品以降個展主義を続けていたが、2012年の第44回ローマン派美術協会展に23年振りに出品、奨励賞を受賞し会友に推挙され同人となった。

## 人物
- 演劇的な要素を大切にし「人がホッとするような絵を描きたい」と語っている。
- 猫好きである。

## 活動

### 主な出品・受賞歴
- 1987年　ローマン派美術協会展　出品（～'89年）　会友推挙
- 1988年　ローマン派美術協会展　｢坂のある風景」にて地球人賞　受賞・会員推挙
- 1989年　示現会展　出品（～'94年）
- 1991年　示現会展　会友推挙
- 2000年　新作家美術協会展　招待出品
- 2012年　ローマン派美術協会展　出品（～'14年） 「二人の尼僧」にて奨励賞　受賞・会友推挙
- 2013年　ローマン派美術協会展 「アルファマ」にて特選　受賞・会員推挙
- 2018年　元陽会展　出品 (〜'24年)　会員推挙
- 2019年　元陽会展　「フィレンツェ」にて奨励賞　受賞
- 2021年　元陽会展　「フィレンツェ」にて優秀賞　受賞
- 2022年　元陽会展　委員推挙
- 2025年　創元会展　出品

### 主な展覧会

#### 個展
- 1992年　京橋・アートギャラリー京ばしにて個展（'93,'94年）
- 1994年　「碧い額縁の中の繪のように」 表参道・ギャラリー華音留にて個展
- 1994年　丸の内・ぎゃらりー友美堂にて個展（'95年）
- 1995年　大分トキハにて個展（'06年）
- 1995年　銀座・牧神画廊にて個展
- 1995年　日本橋東急にて個展（'96,'97年）
- 1995年　「エトランゼ」 銀座・ギャラリーGKにて個展
- 1995年　「海を見ていた午後」 表参道・ギャラリー華音留にて個展
- 1996年　銀座・画廊春秋にて個展（'97年）
- 1996年　浦和伊勢丹にて個展（'97,'14年）
- 1997年　千葉三越にて個展（'98,'99,'00,'01,'03年）
- 1997年　フィレンツェ・ガレリアDEAにて個展
- 1997年　プランタン銀座にて個展
- 1997年　仙台三越にて個展
- 1997年　藤沢さいか屋にて個展
- 1998年　名古屋三越にて個展（'00,'02,'04,'06,'08,'10年）
- 1998年　「プロヴァンスの風に吹かれて」新宿・ギャラリートーニチにて個展
- 1998年　香林坊大和にて個展（'00,'05年）
- 1998年　横浜三越にて個展（'99年）
- 1998年　京都近鉄百貨店にて個展（'99,'00,'01,'02,'03年）
- 1998年　福島中合にて個展
- 1998年　「荒木淳一'S GARDEN」表参道・ギャラリー華音留にて個展
- 1998年　伊勢丹松戸店にて個展
- 1999年　千葉市花の美術館にて個展
- 1999年　小倉井筒屋にて個展（'05,'07,'09,'11,'13,'15,'17,'24年）
- 1999年　藤沢小田急百貨店にて個展（'10年）
- 1999年　長崎浜屋にて個展（'01,'04,'06年）
- 1999年　岡山天満屋にて個展
- 1999年　さいか屋横須賀店にて個展（'00年）
- 1999年　近鉄百貨店上本町店にて個展（'02,'10年）
- 1999年　大丸東京店にて個展
- 2000年　有楽町そごうにて個展
- 2000年　豊橋丸栄にて個展（'02,'04,'06,'08,'09,'11,'13,'15,'17,'19年）
- 2000年　仙台藤崎にて個展
- 2000年　新宿小田急百貨店にて個展
- 2001年　岐阜髙島屋にて個展（'03,'05,'07,'10,'12,'14,'16,'18,'20,'22年）
- 2001年　高岡大和にて個展（'03,'04,'07,'08,'10,'11,'15年)
- 2001年　熊本岩田屋にて個展（'02年)
- 2001年　米子高島屋にて個展（'03,'05,'07,'10,'12,'14,'16,'19,'22年）
- 2001年　松山三越にて個展（'03,'05年）
- 2001年　福山天満屋にて個展（'04,'06年）
- 2001年　町田小田急百貨店にて個展('03,'05年)
- 2001年　大丸梅田店にて個展
- 2001年　帯広藤丸にて個展（'08年）
- 2001年　佐野・ギャラリーファンタジアにて個展
- 2002年　青山・ピガ画廊にて個展
- 2002年　静岡伊勢丹にて個展（'22,'23,'24,'25年）
- 2002年　下関大丸にて個展('12,'17年)
- 2002年　新潟大和にて個展('04年)
- 2002年　富山大和にて個展('04,'06,'08年)
- 2002年　鹿児島山形屋にて個展（'05,'07年）
- 2002年　高崎高島屋にて個展（'04,'08,'11,'13,'16,'19,'22年）
- 2002年　鳥取大丸にて個展（'04,'06,'07,'08,'09,'11,'12,'13,'14,'15,'16,'17,'18,'19,'20,'21,'22,'23,'24年）
- 2003年　函館棒二森屋にて個展 （'04,'06,'08,'13,'14,'16年）
- 2003年　大丸神戸店にて個展 （'05,'08,'12年）
- 2003年　池袋三越にて個展
- 2003年　横浜高島屋にて個展
- 2003年　博多大丸にて個展（'05,'07,'09,'11,'13,'15,'17,'19,'21,'24年）
- 2004年　沖縄三越にて個展（'05,'06,'07,'08年）
- 2004年　広島三越にて個展（'06,'08,'10,'12,'14年）
- 2005年　大阪高島屋にて個展（'08,'10年）
- 2006年　松江一畑百貨店にて個展（'08,'10,'11,'13,'15,'17年）
- 2006年　札幌丸井今井にて個展
- 2007年　松山いよてつ高島屋にて個展（'09,'10,'12,'14,'16,'17,'18,'19,'20,'21,'22,'23年）
- 2007年　高松天満屋にて個展
- 2007年　酒田マリーン5清水屋にて個展（'08,'09,'10,'12,'13年）
- 2009年　那覇リウボウにて個展（'10,'12,'13,'14,'17年）
- 2009年　川越丸広百貨店にて個展（'24年）
- 2010年　長崎大丸にて個展（'11年）
- 2010年　佐賀玉屋にて個展('11,'12,'14,'15,'16,'18,'19,'20,'21,'22,'23年)
- 2010年　大丸京都店にて個展('13年)
- 2010年　岡山高島屋にて個展('12,'14,'16,'18,'20,'22,'24年)
- 2011年　山形大沼デパートにて個展('13,'14年)
- 2013年　心斎橋大丸にて個展('15年)
- 2013年　近鉄百貨店和歌山店にて個展('15,'16,'17,'18,'20,'22,'23年)
- 2014年　京阪百貨店にて個展('16,'18,'21,'23,'25年)
- 2015年　札幌東急百貨店にて個展('16年)
- 2016年　広島福屋にて個展（'17年）
- 2016年　松坂屋名古屋店にて個展（'19,'22年）
- 2017年　松坂屋上野店にて個展
- 2017年　津松菱にて個展（'18,'21年）
- 2018年　姫路山陽百貨店にて個展（'21,'23年）
- 2022年　あべのハルカス近鉄本店にて個展
- 2024年　新潟伊勢丹にて個展（'25年）

#### グループ展
- 1994年　「'94 さまざまなる歌」（井上公三、小浦昇、望月通陽、山中現 他）赤坂・山の上ギャラリー
- 1996年　「爽風会展」（蛭田均、大見伸、掛川孝夫、丸山勉、大竹山規、滝沢直次 他）丸の内・ぎゃらりー友美堂
- 1996年　「彩の国さいたま ゆかりの作家絵画展」（小松崎邦雄、斉藤三郎、智内兄助、石原靖夫、内田晃 他）川口そごう
- 1997年　「荒木淳一・首藤百合子二人展」（首藤百合子）静岡松坂屋
- 1997年　「彩の国ゆかりの作家絵画展」（黒沢信男、徳田宏行、滝沢直次、島根清 他）大宮そごう
- 1997年　「ヨーロッパの風と光」（大東正一）上田西武
- 1999年　「カラリスト展」（赤穴宏、大沢昌助、織田廣喜、神戸文子、草間彌生、田村孝之介 他）京橋・金井画廊
- 1999年　「荒木淳一・藤田昌市二人展」（藤田昌市）東急百貨店東横店
- 2000年　　～人気作家による～「花を描いた作品展」(田中清、鈴木和道、フィオナ）大宮そごう
- 2001年　「ヨーロッパ2001年の旅」(梅沢民雄）横須賀さいか屋
- 2001年　「荒木淳一・石黒秀治・吉田伊佐油絵3人展」(石黒秀治、吉田伊佐）札幌丸井今井
- 2001年　　～現代人気作家が描く～「ヨーロッパ風景画展」(梅沢民雄、上田彩加、今関アキラコ）東急百貨店東横店

### 主な作品

#### 欧州風景
- 1999年　プチカナルの朝（65.2×33.4cm）
- 2001年　二人の尼僧（M30）
- 2002年　ペルージャ（33.4×72.7cm）
- 2003年　ゴンドリエ（65.2×33.4cm）
- 2007年　シエナ（27.3×60.6cm）
- 2008年　フィレンツェ（72.7×145.5cm）
- 2009年　プロバンスの風に吹かれて（F20）

#### ベネチアのサラシリーズ
ベネチアの街角を舞台に、至福の時の象徴の少女（サラ）と旅人(作者自身）を描いたシリーズ。
- 2000年　ベネチアのサラ（72.7×33.4cm）
- 2001年　ベネチアのサラ（M8）
- 2001年　ベネチアのサラ（P12）
- 2013年　ベネチアのサラ（72.7×33.4cm）

#### オイルオンペーパー
洋紙に油絵の具を用いて描いた作品。

##### 欧州風景
- 2000年　フィレンツェ（20×80cm）
- 2002年　SEASIDE WEEKEND（15×50cm）
- 2011年　モンサンミッシェルの夕暮（12×36cm）

##### 黒猫のいる風景シリーズ
世界の街角で月「ツキ」を手招く黒猫を描いたシリーズ。2009年に10作品、以後は毎年5作品程度制作して2027年ころ100作「黒猫百景」を完結する予定。
作品は1作品につき100点ずつシリアル番号を付して制作。
- 2009年- 1 黒猫のいる風景・フィレンツェ（5×5cm）（8×8cm）
- 2009年- 2 黒猫のいる風景・大きな月を招く猫（ベネチア）（5×5cm）（8×8cm）（8×10cm）（10×15cm）
- 2009年- 3 黒猫のいる風景・月についている猫（5×5cm）（8×8cm）（8×10cm）（10×10cm）
- 2009年- 4 黒猫のいる風景・パリ（10×15cm）
- 2009年- 5 黒猫のいる風景・コインブラ（5×5cm）（8×8cm）
- 2009年- 6 黒猫のいる風景・大きな月を招く猫（ベネチア）（5×15cm）
- 2009年- 7 黒猫のいる風景・ベネチア（15×5cm）
- 2009年- 8 黒猫のいる風景・ゴンドラの上の猫（15×5cm）（17×6cm）
- 2009年- 9 黒猫のいる風景・サンチャゴ・デ・コンポステーラ（8×6cm）
- 2009年- 10黒猫のいる風景・真実の口（5×5cm）
- 2010年- 11黒猫のいる風景・モンマルトル（8×8cm）
- 2010年- 12黒猫のいる風景・リスボンの窓辺（10×15cm）
- 2010年- 13黒猫のいる風景・エボラ（10×10cm）
- 2010年- 14黒猫のいる風景・アッシジ（8×8cm）
- 2010年- 15黒猫のいる風景・プロバンス（5×5cm）
- 2011年- 16黒猫のいる風景・眼鏡橋の桜と尾曲がり猫（5×5cm）（8×8cm）
- 2011年- 17黒猫のいる風景・満開の桜と月を招く猫（5×5cm）（8×8cm）
- 2011年- 18黒猫のいる風景・溜息橋　（10×8cm）（15×10cm）
- 2011年- 19黒猫のいる風景・アルファマ（8×8cm）
- 2011年- 20黒猫のいる風景・ナザレ（8×8cm）
- 2012年- 21黒猫のいる風景・グラナダ（8×8cm）
- 2012年- 22黒猫のいる風景・サントリーニ（8×8cm）
- 2012年- 23黒猫のいる風景・リスボン（13×20cm）
- 2012年- 24黒猫のいる風景・ナザレ（8×8cm）
- 2013年- 25黒猫のいる風景・モンサンミッシェル（10×10cm）
- 2013年- 26黒猫のいる風景・ムーラン・ド・ラ・ギャレット（10×10cm）
- 2013年- 27黒猫のいる風景・富士山（13×20cm）
- 2013年- 28黒猫のいる風景・グラナダの裏通り（10×10cm）
- 2014年- 29黒猫のいる風景・サントリーニの風車（10×10cm）
- 2014年- 30黒猫のいる風景・ブルージュ（10×10cm）
- 2014年- 31黒猫のいる風景・草原の羊と猫（10×10cm）
- 2015年- 32黒猫のいる風景・ロカ岬（10×10cm）
- 2015年- 33黒猫のいる風景・ナポリとベスビオ（10×10cm）
- 2015年- 34黒猫のいる風景・ベルビル（10×10cm）
- 2015年- 35黒猫のいる風景・猿と猫（13×20cm）
- 2016年- 36黒猫のいる風景・サンフランチェスコ教会(10X10)
- 2016年- 37黒猫のいる風景・サンタンジェロ城(10X10)
- 2016年- 38黒猫のいる風景・サントリーニの教会(10X10)
- 2016年- 39黒猫のいる風景・フクロウと猫(10X10)
- 2017年- 40黒猫のいる風景・セゴビア(10X10)
- 2018年- 41黒猫のいる風景・家路（10X10)
- 2018年- 42黒猫のいる風景・バルセロナの裏通り（10X10)
- 2019年- 43黒猫のいる風景・ナザレの砂浜（10X10)
- 2019年- 44黒猫のいる風景・ベネチアの船着き場（10X10)
- 2020年- 45黒猫のいる風景・オデオン（10X10)
- 2021年- 46黒猫のいる風景・スペイン広場（10X10)
- 2023年- 47黒猫のいる風景・ナザレ（10X10)
- 2023年- 48黒猫のいる風景・ビアナドカシュテロ（10X10)
- 2025年- 49黒猫のいる風景・シントラ（10X10）

#### 版画
- 2007年　フィレンツェ（33.4×72.7cm）を200部制作。

### その他

#### カレンダー
- 2000年 川口信用金庫カレンダー画担当
- 2001年 川口信用金庫カレンダー画担当
- 2002年 川口信用金庫カレンダー画担当
- 2002年 （株）セノンのカレンダー画担当
- 2003年 川口信用金庫カレンダー画担当
- 2004年（株）セノンのカレンダー画担当
- 2008年 川口信用金庫カレンダー画担当